# Bembrops heterurus
Bembrops heterurus is een straalvinnige vissensoort uit de familie van baarszalmen (Percophidae). De wetenschappelijke naam van de soort is voor het eerst geldig gepubliceerd in 1903 door Miranda Ribeiro.